# Luiz Ferré
Luiz Ferré (Bagé, ) é um artista gráfico brasileiro.
Em 1982, Ferré e o Grupo Cem Modos receberam o Prêmio Tibicuera de Teatro Infantil, na Categoria Especial, pelos melhores acessórios cênicos.
Em 1984, Ferré juntamente com Beto Dorneles, criaram e manipularam os bonecos Muquirana Jones e Edgar Ganta, do programa musical Clip Clip, da Rede Globo.
Com o mesmo Dornelles e com José Bonifácio Brasil de Oliveira (o Boninho), Luiz Ferré criou em 1993 (com ajuda dos cartunistas Laerte, Angeli e Glauco) o programa infanto-juvenil com bonecos manipulados em forma de cães, intitulado TV Colosso.
Também fez diversos outros trabalhos, com participações no Sítio do Picapau Amarelo e criando a personagem Zezinho para o portal de internet Globo.com.
Ferré trabalhou como publicitário nas produtoras Cine, Digital 21 e Produtora Associados e, em 2008, passou a integrar com exclusividade o casting de diretores da produtora BossaNovaFilms.